# رنتسو مینولی
رنتسو مینولی (ایتالیایی: Renzo Minoli؛ ‏تلفظ در ایتالیایی: [ˈrɛntso]؛ ‏ ۶ مهٔ ۱۹۰۴ – ۱۸ آوریل ۱۹۶۵) شمشیرباز اهل ایتالیا بود.
وی در مسابقات کشوری و بین‌المللی در مجموع برندهٔ ۱ مدال طلا، ۱ مدال نقره شده‌است.